# Algirdas Ivanauskas
Algirdas Ivanauskas (* 2. November 1959 in Ažvinčiai, Rajongemeinde Ignalina) ist ein litauischer Politiker.

## Leben
Von 1967 bis 1972 lernte er in Švedriškė bei Ignalina. Nach dem Abitur 1978 an der 2. Mittelschule Naujoji Akmenė absolvierte er 1983 das Diplomstudium des Elektroingenieurwesens an der Fakultät für  Elektrifikation der Lietuvos žemės ūkio akademija.
Von 1983 bis 1985 arbeitete er als Elektriker im „Taikos“-Kolchos (Rajongemeinde Vilkaviškis)  und von 1985 bis 1990   als Ingenieur in Rumokai bei Vilkaviškis. Von 1990 bis 1995 war er Vorsitzender des Volksdeputatenrats der Siedlung Klausučiai bei Vilkaviškis. Von 1995 bis 2004 war er Direktor beim Individualunternehmen „Vilkaviškio nekilnojamasis turtas“ (Immobilien Vilkaviškis). Von 2004 bis 2008 war er Mitglied im Seimas.
Seit 2003 ist er Mitglied der Darbo partija.

## Quelle
- Seimas-Info

| Personendaten    | Personendaten                     |
| ---------------- | --------------------------------- |
| NAME             | Ivanauskas, Algirdas              |
| KURZBESCHREIBUNG | litauischer Politiker             |
| GEBURTSDATUM     | 2. November 1959                  |
| GEBURTSORT       | Ažvinčiai, Rajongemeinde Ignalina |